# Dobarz
Dobarz – kolonia w Polsce położona w województwie podlaskim, w powiecie monieckim, w gminie Trzcianne.
W latach 1975–1998 miejscowość należała administracyjnie do województwa łomżyńskiego.
Znajduje się tu "Dwór Dobarz" - pensjonat z restauracją i pokojami gościnnymi.